# Leptopimpla longiventris
Leptopimpla longiventris là một loài tò vò trong họ Ichneumonidae.